# Amynomachus
Amynomachus, de zoon van Philocrates, was samen met Timocrates de opvolger van Epicurus. Aan hen liet Epicurus dan ook zijn eigendommen na.
Of Amynomachus zelf de filosofie van Epicurus aanhing is onzeker. De eigendommen van Epicurus werden hem gegeven op voorwaarde dat hij de Tuin aan Hermarchus en de andere Epicuristen gaf. Op deze manier kon Epicurus, Atheens burger, ervoor zorgen dat Hermarchus en de andere niet-Atheense epicuristen toch in de Tuin konden blijven, hoewel ze juridisch gezien de eigendom niet konden erven.